# Alabaster
För staden Alabaster, se Alabaster, Alabama.

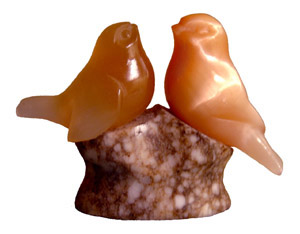
En skulptur i behandlad alabaster, kalciumsulfat (foten är av marmor)

Våren, stående kvinna, huggen av alabaster. Från 1800 cirka - Skoklosters slott

Alabaster är en finkornig sedimentär bergart av vilken det finns två slag:
- Antik eller orientalisk alabaster, kalkalabaster, utgörs av vit eller rosa kalciumkarbonat (kalksten, marmor), hårdhet omkring 3 på Mohs hårdhetsskala. I naturen bildas den i form av droppsten (stalaktiter och stalagmiter). Användes till skulpterade arbeten, dosor och amforor i det gamla Egypten och Mesopotamien. Dosorna och amfororna var avsedda för förvaring av balsam och smörjelser.

- Vanlig alabaster är vattenhaltigt kalciumsulfat, en ofta svagt genomskinlig, variant av gips, med hårdhet mellan 1,5 och 2,0 på Mohs hårdhetsskala. De finare sorterna liknar marmor men är mjukare än denna och därför lättare att bearbeta, men också mindre hållbara. I allmänhet är alabaster vit till färgen, men förekommer också i gul eller rödaktig variant.

Alabaster och kalkalabaster kan lätt skiljas från varandra genom att den senare fräser kraftigt vid tillsats av en droppe saltsyra eller ättiksyra. Därtill kommer att alabaster har liten värmeledningsförmåga - känns således inte så kall som marmor.

## Förekomst
De bästa sorterna av vanlig alabaster finns i mellersta Italien vid Volterra, Florens, Livorno och i Norditalien vid Milano. Den kallas ofta florentinsk alabaster eller mischio. En vacker variant, Granadaalabaster, finns i Spanien och enklare kvaliteter finns i Tyskland, England, Schweiz och Ural.
Olika former av kalkalabaster förekommer i Harz, Egypten och Mexiko. Dessa former av kalciumkarbonat har ofta blandad struktur av olika färgnyanser. Många av de föremål som säljes som alabaster består av dessa slag av kalciumkarbonat.

## Användning
Alabaster användes mycket till skulpterade arbeten i mindre skala i Europa från medeltiden och framåt. Den kan bearbetas i svarv eller med kniv, slipas eller putsas med tvålvatten och fin kalk. Då alabaster så småningom angripes och löses av vatten, bör den inte utsättas för fuktig luft. Stenen användes ofta i lampor och andra inredningsdetaljer utformade i jugendstil.
Flisor från bearbetning användes för tillverkning av alabastergips, ett slags bränt gips, som är renare än det vanliga.